# 1992 en Italie
Chronologie de l'Italie
- 1988
- 1989
- 1990
- 1991
- 1992
- 1993
- 1994
- 1995
- 1996

1990 en Europe - 1991 en Europe - 1992 en Europe - 1993 en Europe - 1994 en Europe

## Événements
- 27-28 janvier : visite du Premier ministre chinois Li Peng[1].
- 29 janvier : transformation des grands holdings d’État (IRI, ENI, ENEL, INA) en sociétés anonymes sous la tutelle du Trésor (loi no 35)[2].
- 30 janvier : sentence finale en appel du maxi-procès de Palerme avec 360 condamnés sur 474 accusés[3].

- 2 février : dissolution de la Chambre par le président de la République Cossiga[4].
- 7 février : signature du traité de Maastricht[5].
- 17 février : début de l'Opération Mani Pulite (Mains propres). Deux magistrats milanais, Antonio Di Pietro et Gherardo Colombo, au cours d’une enquête sur une affaire de corruption dans les marchés publics, débusque un membre du PSI, Mario Chiesa alors qu’il recevait un pot-de-vin d’un entrepreneur[3]. Chiesa reconnaît que ces pratiques sont répandues dans tous les partis politiques. Les sommes détournées sont énormes et l’enquête des juges milanais, relayée par la presse, provoque un véritable raz-de-marée judiciaire et décapite la classe politique. Le 2 avril 1993, 1 116 informations judiciaires visant 2 500 personnes sont en cours. 152 parlementaires sont impliqués, et 1 356 arrestations effectuées. Le système de corruption et de pots-de-vin ainsi découvert est baptisé Tangentopoli (de tangente, « pot-de-vin », et de poli, « ville » en grec)[6].

- 12 mars : assassinat de Salvo Lima à Palerme par la mafia[3].

- 5-6 avril : dernières élections législatives régies par la loi électorale proportionnelle adoptée par la République à la chute du fascisme. Ce système avait permis le dualisme DC-PCI sans possibilités d’alternance. La DC dominait la vie politique depuis 1948. Le résultat des élections est un véritable tremblement de terre politique (terremoto). La DC passe en dessous de 30 % pour la première fois et le PDS (PCI depuis 1991) n’obtient que 16,5 % des voix tandis que son aile gauche, Rifondazione Comunista, obtient 5,8 %. Le PSI régresse (13,9 %) comme le MSI (5,5 %). La Ligue du Nord (Lega Nord), créée récemment par Umberto Bossi avec un programme populiste et fédéraliste, obtient 8,7 %[3],[7]. Ce bouleversement donne naissance à une démocratie de l’alternance fondée sur des coalitions.
- 23 avril : ouverture de la XIe législature de la République italienne[8].
- 28 avril : démission du président de la République Francesco Cossiga[3].

- 15 mai : ouverture de l'Exposition internationale de Gênes 1992, ou Colombo '92[9].
- 23 mai : attentat de Capaci ; assassinat par la Mafia (Cosa nostra) du juge antimafia Giovanni Falcone, à Capaci dans la province de Palerme[3].
- 25 mai : Oscar Luigi Scalfaro est élu président de la République[3].

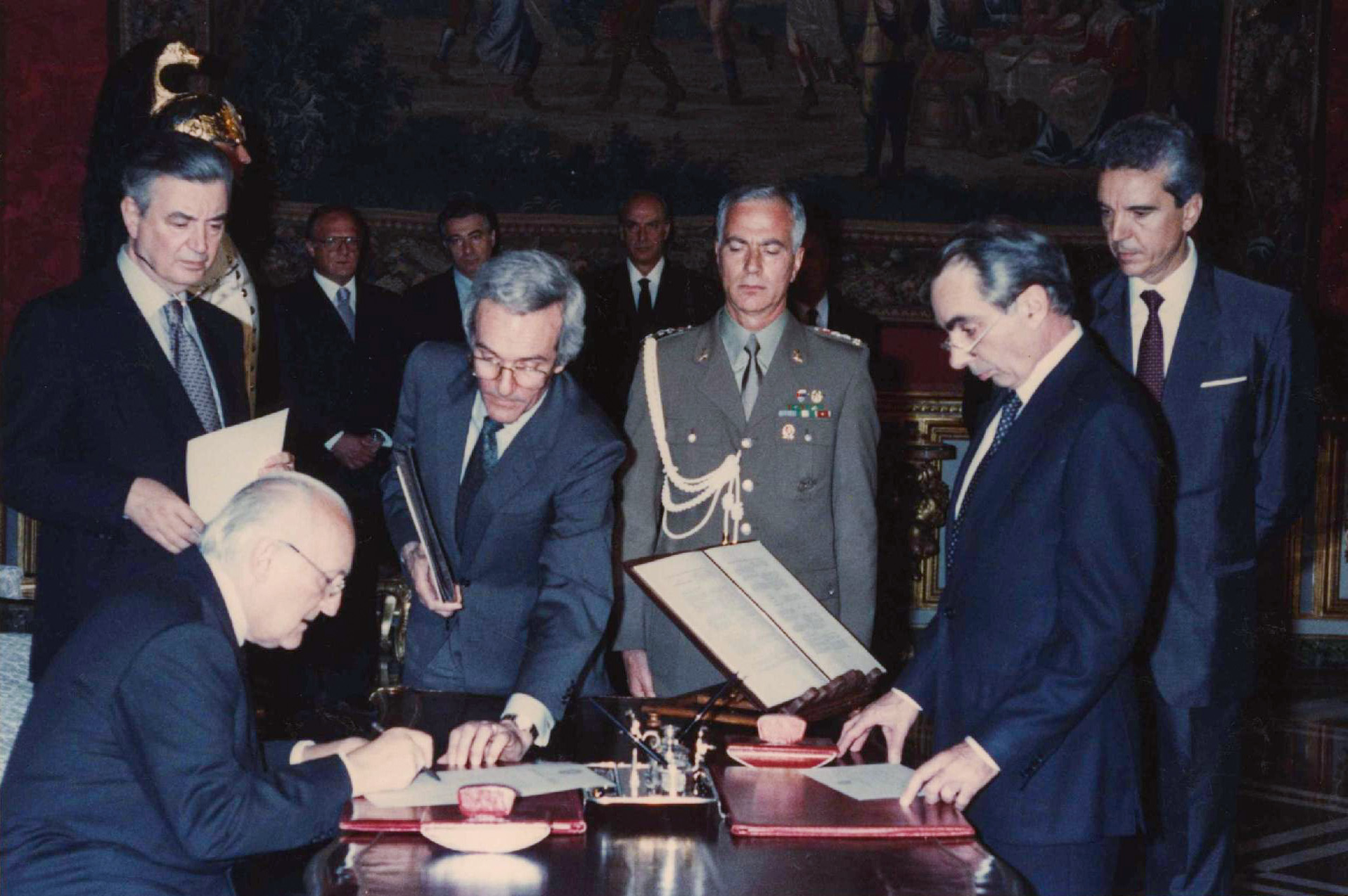
Serment d'entrée en fonction du gouvernement Amato le 28 juin 1992.

- 28 juin : le socialiste Giuliano Amato, proche de Craxi, forme un gouvernement de coalition entre la Démocratie Chrétienne et le Parti Socialiste Italien[3] alors que la situation politique est particulièrement difficile : la lire a été dévaluée de 30 % devant l'aggravation de la situation économique du pays, la dette publique est énorme et représente une fois et demi la richesse nationale, l’opération Manu Pulite décapite la classe politique. Mais en dépit de ces difficultés, le gouvernement Amato réussit le 17 septembre à imposer une économie de 93 000 milliards de lires (46 milliards d’euros) dans les dépenses publiques, un programme de privatisation des grandes entreprises à participation étatique et parvient à un accord avec les syndicats sur la modération salariale[10].

- 19 juillet : attentat de la via D'Amelio ; assassinat par la Mafia (Cosa nostra) du juge antimafia Paolo Borsellino, collaborateur et ami de Giovanni Falcone et de cinq membres de son escorte policière[3].
- 21 juillet : à la suite des assassinats de Palerme, la population manifeste son indignation[11] et les dirigeants italiens, contraints d’agir, mettent la Sicile en état de siège.
- 31 juillet : suppression de l’échelle mobile et blocage des salaires pour l’année[12].

- 13 septembre : dévaluation de la lire de 3,5 % tandis que les autres monnaies du SME sont réévaluées de 3,5 % ; le 17 septembre,  la lire quitte provisoirement le SME[13].

- 23 octobre : le parlement approuve la loi de délégation législative. Le gouvernement se voit confier des pouvoirs spéciaux pour en vue de réduire les dépenses publiques dans quatre grands domaines de l'État : la santé, pensions, l'emploi public et les transferts aux collectivités locales[14].

- 16 novembre : un repenti, Tommaso Buscetta, témoigne devant la Commission parlementaire antimafia. Il met en évidence les liens entre la Mafia et le pouvoir politique, affirmant que Salvo Lima, député européen et ancien maire DC de Palerme, assassiné le 12 mars, était l’intermédiaire entre la Mafia et Giulio Andreotti[15].

- 23 décembre : des liens entre la Mafia et des responsables de la lutte antimafia sont dénoncés. Bruno Contrada, chef de la section sicilienne de Criminalpol, est arrêté le lendemain[16].

## Économie
- 12 % des actifs travaillent dans le secteur primaire, 32 % dans le secondaire, 56 % dans le tertiaire. Selon le ministère du travail, 1,5 million de travailleurs ne sont pas déclarés. Un million de travailleurs exercent une double activité. 11 % de chômeurs[17].
- Les dépenses publiques atteignent 55 % du PIB, les paiements d'intérêt 10,3 %, le déficit 10,2 % de la richesse nationale. La dette atteint 105 % du PIB, en dépit des hausses d'impôts successives et des tentatives de freinages des dépenses de l'État[17].
- Réforme de l’emploi dans la fonction publique, axée sur l'assujettissement des contrats de travail des fonctionnaires à un statut privé, la mobilité de la main-d'œuvre dans le secteur public, une plus grande maîtrise des hausses des salaires conventionnels et une corrélation plus étroite entre l'évolution des salaires et celle de la productivité.
- Réforme Amato du secteur public italien. D'importantes réformes structurelles sont mises en œuvre pour la restructuration et la modernisation de l’industrie et des services. Les entreprises publiques non rentables ou n’exerçant pas de missions de service public sont privatisées. Les sociétés de services (banques, assurances, hôtellerie, restauration, alimentation...) seront à terme totalement cédées au secteur privé. Celles restant contrôlées par l'État sont transformées en sociétés anonymes. Les règles de concurrence et de fonctionnement des entreprises publiques sont rapprochées de celles du secteur privé. Ces mesures devraient réduire à terme le poids étatique dans économie de 20 à 8 % du PIB.

## Culture

### Cinéma
- 6 juin : 37e cérémonie des David di Donatello.

#### Films italiens sortis en 1992
- Johnny Stecchino, de Roberto Benigni
- Mediterraneo, de Gabriele Salvatores

#### Mostra de Venise
- Lion d'or d'honneur : Francis Ford Coppola, Jeanne Moreau et Paolo Villaggio
- Lion d'or : Qiu Ju, une femme chinoise (Qiu Ju da guan si) de Zhang Yimou
- Coupe Volpi pour la meilleure interprétation féminine :  Gong Li pour Qiu Ju, une femme chinoise (Qiu Ju da guan si) de Zhang Yimou
- Coupe Volpi pour la meilleure interprétation masculine : Jack Lemmon pour Glengarry Glen Ross de James Foley

### Littérature

#### Livres parus en 1992
- Ritratti di donne, de Pietro Citati ;

#### Prix et récompenses
- Prix Strega : Vincenzo Consolo, Nottetempo, casa per casa (Mondadori)
- Prix Bagutta : Giorgio Bocca, Il provinciale, (Mondadori)
- Prix Campiello : Sergio Maldini, La casa a Nord-Est
- Prix Malaparte : Susan Sontag
- Prix Napoli : Luca Doninelli (it), La revoca (Garzanti)
- Prix Viareggio : Luigi Malerba, Le pietre volanti

## Naissances en 1992
- 5 février : Mario Lambrughi, athlète.
- 2 mars : Armando Izzo, footballeur.
- 21 juillet : Giovanni De Gennaro, kayakiste.
- 5 novembre : Marco Verratti, footballeur.

## Décès en 1992
- 14 février : Luigi Ghirri, 49 ans, photographe. (° 5 janvier 1943)
- 23 mai : Giovanni Falcone, 53 ans, magistrat engagé dans la lutte antimafia, assassiné sur ordre de Toto Riina. (° 18 mai 1939)
- 19 juillet : Paolo Borsellino, 52 ans, magistrat engagé dans la lutte antimafia, assassiné sur ordre de Toto Riina. (° 19 janvier 1940)